# Grażyna Spytek-Bandurska
Grażyna Spytek-Bandurska – polska politolożka i prawniczka, doktor habilitowana nauk społecznych, adiunkt na Wydziale Nauk Politycznych i Studiów Międzynarodowych Uniwersytetu Warszawskiego. Badaczka polityki społecznej, w szczególności zagadnień związanych z rynkiem pracy. 

## Kariera naukowa
Jest absolwentką studiów magisterskich na ówczesnym Wydziale Dziennikarstwa i Nauk Politycznych UW (1997) oraz na Wydziale Prawa i Administracji UW (1999). W dniu 22 stycznia 2003 uzyskała na WDiNP UW stopień doktora nauk humanistycznych w zakresie nauk o polityce na podstawie pracy Zwolnienia grupowe z perspektywy rynku pracy - aspekty prawne i społeczne, której promotorką była Małgorzata Szylko-Skoczny. 30 marca 2016 r. uzyskała na tym samym wydziale stopień doktora habilitowanego nauk społecznych w dyscyplinie nauk o polityce na podstawie dorobku naukowego i rozprawy Telepraca jako nietypowa forma zatrudnienia w Polsce. Aspekty prawne i społeczne. 
Należała do kadry naukowo-dydaktycznej Instytutu Polityki Społecznej UW, gdzie w latach 2004-2012 była kierownikiem studiów podyplomowych. Po reorganizacji wydziału w 2019 r., w ramach której instytuty zostały zastąpione przez katedry, weszła w skład zespołu Katedry Ustroju Pracy i Rynku Pracy. 
W latach 2001–2016 był ekspertką Konfederacji Lewiatan, brała udział w pracach zespołów problemowych Komisji Trójstronnej.  Jest członkinią Rady Ochrony Pracy przy Sejmie RP.